# Кіров (Адигея)
Кіров (рос. Киров; адиг. Киров) — хутір Шовгеновського району Адигеї Росії. Входить до складу Хакуринохабльського сільського поселення.
Населення — 107 осіб (2015 рік).